# بخش بندپی شرقی
بخش بندپی شرقی یکی از بزرگ‌ترین و مهم‌ترین بخش‌های شهرستان بابل در استان مازندران در شمال ایران است. مرکز این بخش شهر (گلیا)گلوگاه است.
بخش بندپی (شامل بندپی شرقی و غربی امروزی) از قدیمی‌ترین بخش‌های کشور است که در سال ۱۳۱۶ با نوشتن اولین قانون تقسیمات کشوری به بخش تبدیل گردید. (پیش از آن نیز به صورت مستقل تحت عنوان بلوک (معادل بخش امروزی) دارای نایب الحکومه بوده‌است)[۱] بندپی تا سال ۱۳۷۰به‌صورت یکپارچه و دارای یک بخشداری و در غرب بندپی مستقر بوده‌است

## تقسیمات کشوری
- بخش بندپی شرقی
  - دهستان سجادرود
  - دهستان فیروزجاه

بخش بندپی شرقی یکی از بخش‌های شهرستان بابل واقع در جنوب این شهرستان می‌باشد که بالغ بر ۳۵۰۰۰ نفر جمعیت دارد. این بخش یکی از بزرگترین بخش‌های شهرستان بابل بوده و شامل مناطق دشت و جلگه - جنگل - کوهستان می‌باشد. این بخش علاوه بر همسایگی با بخش‌های بندپی غربی، گتاب و بابلکنار شهرستان بابل با لفور سوادکوه و ییلاقات فیروزکوه همسایه بوده و جاده ارتباطی با این مناطق دارد. بافت این منطقه کاملاً روستایی بوده و عمده فعالیت مردم آن کشاورزی و دامداری سنتی می‌باشد. این بخش از طریق جاده شهید صالحی به بخش مرکزی شهرستان بابل متصل می‌شود که این جاده در سال ۱۳۴۱ توسط قهرمان ارزنده کشتی جهان (امامعلی حبیبی) و همت حاج محمد فیروزی تعریض گردیده‌است که از همان هنگام به نام این ورزشکار نام گذاری شده و از محبوبیت بسیار بالایی در بین مردم منطقه برخوردار می‌باشد مرز بین بخش گتاب و بندپی روستاهای اتاقسرا و صورت می‌باشد.
روستای صورت اولین روستای ورودی به بندپی شرقی بوده که داری باغات مرکبات و مزارع کشاورزی بسیاری می‌باشد.

## شهرها
گلیا یا( گلوگاه بابل) به عنوان بزرگترین شهر منطقه مرکز بخش بندپی شرقی می‌باشد و اکثر ادارات و ارگانها و موسسات دولتی در آنجا مستقر بوده و به عنوان مرکز تجاری منطقه نیز شناخته می‌شود.

## زبان
زبان رایج در این منطقه زبان تبری (مازنی) است.
مردم این منطقه به زبان تبری سخن می‌گویند.

## اقتصاد
اقتصاد این منطقه بر پایه کشاورزی و دامپروری می‌چرخد. عمده محصولات کشاورزی شالیکاری است. در رده بعدی بیشترین سطح کشت به باغ داری تعلق دارد. باغداری شامل مرکبات، کیوی و آلوچه می‌باشد. به علت ارزش بیشتر محصولات باغی روز بروز سطح زیر کشت محصولات باغی در حال افزایش یافتن است؛ و در نتیجه سطح زیر کشت شالیزاری کاهش می‌یابد. نوغانداری نیز در اندازه‌ای محدود رواج دارد
دامداری به علت همجواری با جنگل و کوه رواج دارد. بیشتر دامداران در تابستان‌ها به مناطق سردسیر (یا کوه) در دامنه‌های البرز مرکزی و در زمستان به مناطق گرمتر (یا مازرون یا همان مناطق جلگه‌ای) نقل مکان می‌کنند و بیشتر به پرورش گاو می‌پردازند.
زنان هم در خانه‌هایشان به پرورش مرغ و خروس و اردک و بوقلمون و غاز می‌پردازند که با فروش آنها در پنجشنبه بازار گلوگاه سهم عمده‌ای در اقتصاد خانواده ایفا می‌نمایند.
همچنین پرورش و نگهداری زنبور عسل مورد توجه بسیاری قرار گرفته که اکثر زنبورداران در طول سال چند بار به مناطق مختلف کوچ می‌نمایند.

## جمعیت
بر اساس سرشماری سال ۱۳۹۵ جمعیت این بخش برابر با ۳۵٬۲۳۲ نفر جمعیت بوده‌است. مردم بندپی‌شرقی به زبان مازندرانی گویش می‌کنند.